# دوري منطقة القاهرة 1926–27
دوري منطقة القاهرة 1926–27 أو كما تُعرف وقتها باسم كأس الأمير توسكون 1926–27، هي النسخة الخامسة من بطولة دوري منطقة القاهرة. لُعبت البطولة بين عامي 1926 و1927، وفاز بها النادي الأهلي؛ ليفوز بالبطولة للمرة الثانية في تاريخه.